# رنه کاپیتان
رنه کاپیتان (انگلیسی: René Capitant; زاده ۱۹ اوت ۱۹۰۱ – درگذشته ۲۳ مهٔ ۱۹۷۰) وکیل و سیاستمدار اهل فرانسه بود.
وی همچنین برندهٔ جوایزی همچون لژیون دونور شده‌است.
او در ۲۳ می ۱۹۷۰ در سورن درگذشت و مقبره وی در گورستان مون‌پارناس، پاریس است.